# Rouge Impératrice
Pour les articles homonymes, voir L'Impératrice rouge.
 (mai 2024).
- Si vous ne connaissez pas le sujet, laissez ce bandeau (vous pouvez alors contacter les auteurs).
- Si vous supprimez le contenu mis en cause (vous pouvez préalablement contacter les auteurs),

argumentez précisément cette suppression dans la page de discussion
(un manque de référence n'est pas un argument ; une recherche réelle de référence doit avoir été effectuée, être formellement documentée).
Rouge Impératrice est un roman de la femme de lettres franco-camerounaise d'expression française
Léonora Miano, publié en septembre 2019 aux éditions Grasset.

## Résumé
Dans les années 2020, l'Europe, désunie, et usée par l'accueil des migrants de toute origine, s'est effondrée.
Dans les années 2120, l'Afrique unifiée, depuis cinq ans, devenue Katiopa, développée, prospère.
Sa puissance attire les migrants européens, fuyant le Sinistre.
Cette minorité, non assimilée, mal considérée, risque désormais l'expulsion, au mieux.
Un jour, à l'occasion d'une fête de San Kura 6361 (Nouvel An et fête des luttes d'indépendance, mai 2124), dans un vieux quartier de Mbanza, kitenta (capitale) de la fédération d'Afrique unifiée, le grand dirigeant, Ilunga, quadragénaire, croise le regard de la femme rouge, Boya.
Elle est ensuite, contre son gré, l'invitée privée du président.
Après la première fois (un soir, une nuit, un matin), Boya exige une séparation de quarante jours pour apprécier la force de leur amour et la possibilité d'un accomplissement commun. Ils se retrouvent, se racontent, se découvrent des dispositions, des positions et des interrogations communes, et même un songe commun (durant les quarante jours).
Mais, un tel amour, pour s'épanouir, a besoin d'un milieu favorable, ou au moins d'un contexte compatible...

## Contexte
Ce nouveau monde, dans une Afrique transformée, parfait et idéal, ou affirmé tel, réconcilie tradition et modernité, écologie et technologie : habitat bioclimatique, murs végétalisés, lampe à gravité, transport en commun (et marche et vélo), dirigeable, Mobembo (TGV transcontinental), voitures à hydrogène, drones, vélos électriques, lunettes à réalité augmentée, robots, liseuse, tablette, communicateur, messagerie cryptée, éthique traditionnelle, rituels d'initiation, expérience du tuba, polygamie, anciennes divinités, circoncision, palabres, mystères, esprit des morts... Katiopa était connu pour son acceptation de la dimension irrationnelle de la vie, son attachement aux messages de l'invisible, son aptitude à entrer en relation avec tout cela sans chercher à le transformer (p. 190).
Depuis cinq ans, l'Alliance partage le pouvoir entre le Conseil (ennéade), le Gouvernement, l'Assemblée des Mikalayi (gouverneurs de région), avec consultation des notables des plus petites communautés, pour essayer de respecter et développer les grandes aires culturelles du Continent, dans un protectionnisme quasi intégral (p. 92), avec de bonnes relations diplomatiques et commerciales avec Bhârat (Inde), Zhonghua (Chine) et Hanguk (Corée). Mais certaines anciennes nations du Continent ne sont pas prêtes à oublier leur passé, à gommer leurs particularités, et à se fondre dans le nouvel ensemble.
Il n'est pas question de pérennialisme, de recréer les civilisations disparues lors de la Maafa, la déportation transatlantique des Subsahariens, et de la longue humiliation des colonisations, mais de viser une nouvelle civilisation, sans modèle, une hybridation totale de tout le Continent, sur la Terre Mère, et jusque chez les frères de l'Autre bord (p. 87, Amérique, Caraïbes).
Pour cela, Katiopa cherche des frontières fermes, pour l'autosuffisance et la plénitude contre les prédateurs externes (particulièrement la farandole des charognards des anciennes puissances coloniales), les infiltrations potentielles de bio-terroristes, sous couvert de touristes, d'humanitaires ou d'ascendance africaine supposée (les Descendants), les possibilités sécessionnistes, et les résurgences d'autarcies internes perverses, comme la Fédération Moyindo (F.M.).

## Style
Un glossaire de quatre pages précise le sens de différents mots courants dans ce nouveau monde (sans expliciter ceux qui sont supposés trop évidents, à vérifier sur un moteur de recherche, pour les 24 chapitres), régénéré, ressourcé, qui a presque tout oublié de l'Europe, et parle et pense surtout en soninké et darija ou en langue des signes.
Le texte ne comporte aucune forme de dialogue. Paroles et pensées sont parfois présentées en style indirect libre, rarement direct et en ce cas en italique.

## Personnages
- Ilunga, 45 ans, mokonzi, chef désigné de la fédération-État, un des grands refondateurs de l'Afrique/Katiopa, qui pense avoir enfin rencontré l’âme-sœur, l'homme bleu, combattant et pacificateur, et époux et père
- Entourage (surtout) du dirigeant
  - Kabeya, majordome, ami d'enfance et homme de confiance d'Ilunga, veuf
  - Kabundi, chargé des Affaires diasporiques
  - Igazi, kalala (responsable de la Sécurité intérieure et chef d'État-Major) de Katiopa, guerrier, père de deux garçons, veuf
  - autres membres (frères, pairs) de l'Alliance : Gbayara, Bankole, Yohanseh, Botshelo, Katakyie, Thiam…
  - Ntambwe (p. 76), le vieux lion, l'Ancien, du temps de l'initiation d'Ilunga et de Kabeya
  - Ndabezitha (p. 115, feu), membre du Conseil, l'Ancienne, sangoma (guérisseuse, devineresse, médiatrice), favorable à la création d'un collège ancestral, sangoma personnelle d'Ilunga
  - Abahuza (p. 117, mare), autre femme du Conseil et de l'Umakhulu (assemblée des Anciennes guérisseuses) (proche des Benkos et amie de Boya)
  - Makonen (p. 130, palmier), membre du Conseil
- Aile des femmes de la présidence
  - Seshamani, épouse d'Ilunga, mère de leur fils Tshibanda, lesbienne sans exécration des corps masculins, résidant à Ikapa, parfait en œuvres sociales
  - Tshibanda, fils unique de Seshamani et Ilunga, élevé par Zama, étudiant à Ikapa, ce qui justifie la présence de sa mère à Ikapa
  - Zama, gouvernante, femme majuscule, femme-montagne, femme de confiance de la résidence d'Ilunga, désirée par Igaza
  - Folasade, protégée (du mokonzi et/ou de son épouse)
  - Nozuko, une des favorites (du mokonzi et/ou de son épouse)
- Boya, femme-fleur, femme rouge, Boyadishi (pour le nom complet), 40 ans, albinos, universitaire spécialisée dans les pratiques sociales marginales (p. 137)
  - Vieux Pays, quartier de Boya, connu pour la transmission des savoirs féminins
  - Mampuya (p. 404), l'Ancienne du clan de Boya et Kasanji
  - Zanele, voisine de Boya à Vieux Pays, ex-épouse de Kabongo, mère de Samory et Thilani (de Kabongo), et journaliste à la webradio Quilombola
  - Kabongo, principal partenaire sexuel (épisodique) de Boya, doté d'un aspect banal mais d'une voix et d'une peau remarquables, supposé comptable, de fait fin limier du kalala, et chargé d'une mission envers Boya
    - Samory et Thilani, les deux fils de Kabongo et Zanele
    - Ehema, Kioni, personnel féminin du One Love
    - Biuma, sœur de Kabongo, séparée de son tambourinaire de mari, auprès de qui il vit, dans leur maison d'enfance, depuis son divorce d'avec Zanele

  - Charlotte, matriarche de la communauté, tante des Du Pulvinage
  - Funeka, nouvelle initiée, et désormais Amaterasu pour les seules autres initiées
  - les Anciennes initiées, Mama Luvuma, Mama Namibi
  - Inina et Inyemba, les deux jumelles disparues de l'ancien clan, devenues sentinelles
  - Kasanji, couturière de Boya, du même antique peuple côtier, à la terre engloutie par les flotsmais dont la communauté vit à travers elle et d'autres
- divers :
  - Onyeka, serveur aux Forges d'Alkebulan, lors de la rencontre Boya-Seshamani
  - Ikemba, chauffeur de Boya (depuis qu'elle ne circule plus en minibus)
- les Sinistrés, surtout Fulasi (Français), africains (et métissés) originaires de Pongo (Europe, dont France), revenus en Afrique au risque de devenir un groupe humain amer et revanchard (p. 69), souffrant d’assuétude à la nostalgie (p. 71), inassimilables, isolés, parlant une langue d'ailleurs plutôt que les langues locales, gêne assez minime jusque-là, désormais expropriés et amoindris, cependant peuple à liquider (p. 65) ou à expulser
  - Du Pluvinage, qui espère qu'Abahuza accepte de l'introduire auprès des Benkos, amoureux d'une fille benko, la chanteuse Mawena, et souhaitant rencontrer et ramener leur fils
  - Amaury Du Pluvinage, 20-25 ans, alias Mubiala, fils d'Amaury et de Mawena, multilingue, au discours ambigu, incarnant le trouble du monde qui l'environn[e] (p. 466)
- Gens de Benkos, pacifistes, hospitaliers, anarchistes, décroissants, voulant vivre en harmonie avec la nature, prônant le renoncement au pouvoir et au mercantilisme(p. 87), revendiquant des zones préservées de tout règlement officiel, esprits bohèmes, ignorants spirituels se prenant pour de grands mystiques (p. 164), à périlleux enfantillages, cherchant le moyen de restituer au monde une énergie féminine longtemps dévaluée (p. 197), revisitant le marronnage (p. 198), donc éventuelle nuisance, source potentielle de désordre (p. 197)
  - en hommage à Benkos Bioho, auteur de Ne faire qu'un, fondateur de Matuna, communauté de près de 3 000 personnes
  - Abahuza, artiste, amie de Boya, habitant Munza, bonne connaisseuse des Benkos, membre du Conseil.

## Développement
Durant les quarante jours, Boya bénéficie d'une totale liberté de la part d'Ilunga.
Mais Igazi la fait surveiller.
Pour comprendre les Benkos, et apprécier leur menace pour le pays, il se rend lui-même, déguisé à Matuna.
Il agit dans le cadre des cinq objectifs de l'Alliance tels que synthétisés par Igazi (conquérir les esprits et les cœurs, susciter l'adhésion des rétifs, neutraliser les oppositions, éliminer la diaspora, décapiter l'ennemi).
Boya visite surtout ses connaissances féminines pour demander conseil. Ainsi, elle se rend à Matuna.
Il abandonne quelques instants l'écoute de sa musique (Barry Gibb des Bee Gees), pour espionner et enregistrer un trio qui n'a rien à faire là, la femme rouge, un Sinistré recherché (Amaury) et une membre du Conseil (Abahuza).
Aux retrouvailles d'Ilunga et Boya, l'entente est encore améliorée (faits de la même glaise), ils peuvent discuter à égalité. Il l'invite à un voyage spécial, pieds nus, grâce à un talisman (la célèbre amulette), par un passage mystérieux, de l'autre côté du fleuve, un repas en famille sous la grande tente, avec sa mère et son père, dans une scène de coutumes indiennes de la vallée du Gange, loin de la biographie officielle. Au retour de ce voyage dans l'autre monde, Boya parle de l'Atlantique, de son clan décimé, du village sous les flots, de ce qu'elle pourrait un jour rejoindre elle aussi.
Elle lui parle un peu de son parcours des quarante jours, beaucoup de son approche des Benkos : tu devrais te rendre à Matuna, te faire une idée de la situation (p. 198).
Ilunga charge le kalala Igazi d'organiser une visite officielle à Matuna, faire une ouverture et obtenir une ouverture de leur part.
Igazi s'occupe de faire protéger les déplacements de Boya, et charge, par ailleurs, de sa propre initiative, Boganzo de se faire l'intime de Boya pour surveiller l'amie du mokonzi, et surtout torpiller leurs relations. Avant tout mariage officiel, le couple respecte la tradition des trois années de fiançailles.
Boganzo écoute et enregistre les dialogues Seshamani-Boya, puis Seshamani-Ilunga, et décide d'espionner Seshamani dans sa résidence du sud.
Ilunga se déclare prêt à mettre fin à vingt-cinq ans de comédie, sans la répudier.
Pour Igazi, les Gens de Benkos sont tolérés sur leur territoire, mais demandent un permis de passage officiel. Par contre, pour les Sinistrés, titulaires d'un permis de résidence renouvelable, et pas absorbables, il suffirait, faute de pouvoir les renvoyer en Europe, en pays fulasi (français, comme la Seine-Saint-Denis (p. 291)) ou ingrisi (anglais), de ne pas le leur renouveler, et de faciliter les pertes de documents.
La vidéo de surveillance de Du Pluvinage, réalisée par l'agente Nandi/Ntombi, révèle certain mode de pensée inquiétant (de la part du fils) : être dans le monde, pas à côté de lui, réaliser des mariages gris avec des Sinistrés, quitter cette réserve qui ne dit pas son nom, devenir des sang-mêlé, et, de fait, noyauter telle région de Katiopa. D'où la nécessité d'écarter la femme rouge.
Boya parvient à persuader Zama de sortir de la résidence avec elle pour voir le mémorial de la Maafa. Là, un jeune sinistré est agressé par deux hommes : Boya intervient, vite assistée par ses gardes… et Kabongo. Elle propose au jeune garçon de le raccompagner, ils parlent en fulasi (français) et elle apprend qu'il la connaît un peu, puisqu'il est Amaury Du Pluvinage, entre 20 et 25 ans… Déposé au Momembo, il est pisté, empoisonné, privé de son sac (et de ses papiers), abandonné quelque part, par Kabongo, qui agit sans ordre, mais dans l'esprit du kalala, contre les ennemis d'État.
Kasanji tombe sur le corps sans papier d'Amaury, le dépose au premier hôpital acceptant un Sinistré, avertit Boya et Charlotte Du Pluvinage. Boya s'inquiète de la présence anormale de Kabongo lors de l'incident du mémorial, et de l'absence de tout drone de surveillance. L'électron libre Kabongo met également sur écoute l'autre électron libre, Seshamani, mais doit abandonner cette piste quand il est menacé de mort par un inconnu à son domicile. Et Les hommes de Kabeya poursuivent Kabongo pour le neutraliser dans l'affaire Amaury-Mubiala. Ilunga est informé par Kabeya du déroulement des opérations, y compris de la vidéo de Kabongo dans l'affaire de la Maafa. L'entente entre Ilunga et Boya reste aussi forte : la question est comment franchir le fossé ensemble ?
Zama reçoit la visite d'Igazi, venu pour elle et pour une mission. Ils communiquent en langue des signes. Elle accepte de le recevoir trois soirées pour qu'il expose ses demandes. Igazi imagine qu'ils sont la réplique du couple originel (p. 356). Elle retrouve une féminité et une fierté disparues. Elle finit par accepter, pour Katiopa, d'espionner Boya, et d'abord de fouiller son bureau et d'en rapporter copie d'une masse de documents, surtout vidéo, montrant une attention inquiétante de Boya pour les Sinistrés, et tout ce qui les concerne (et pas seulement dans ses cours à l'université), particulièrement les discours dangereux d'Amaury. Sans qu'Ilunga soit informé.
Igazi persuade Zama de visiter bientôt avec lui l'autre côté, dans l'espoir de s'attacher sa force féminine. Ilunga est informé de presque tout par les esprits de son clan (les sentinelles et les veilleurs) lors de ses séances avec sa sangoma. Il comprend que Boya est une cible possible uniquement dans l'aile des femmes de sa résidence. Il propose à Zama de lui faire découvrir l'autre côté.
Ilunga a été préféré à Igazi par l'Alliance et le Conseil parce qu'il était marié et père, même si son épouse possédait trop de masculinité, et en lui conseillant de prendre une seconde épouse. Seshamani (son fardeau) a divergé d'Ilunga dès l'accouchement : son existence se passait à lui prouver qu'il ne la possédait pas (p. 400). Dans son entretien cauteleux avec Zanele sur la radioweb, Seshamani annonce son retour à la résidence.
À la suite de l'acceptation d'un mariage avant la fin de la première année de fiançailles, et la promesse d'un voyage de noces (coutume non africaine), et après une nuit de rêves, Boya va trouver Seshamani, qui n'aime qu'elle-même et le confort de son existence, et qui va conserver son statut, son titre, [des] prérogatives : pas de droit de jambage (p. 526), pas de partage, pas de soumission, demandez le divorce.
Pendant la réunion de l'Alliance, Boya se voit confier par Abahuza, comme l'envisageait Mampuya, le bébé féminin albinos d'Aglaé Du Pulvinage (sans doute violée par un inconnu, rejetée par sa communauté), dotée d'un nom étranger, Amarante. La clé de stockage jointe contient la vidéo des derniers instants d'Aglaé.
L'annonce des noces devant être faite pour San Kura 6362, Igazi organise une réunion secrète partielle de l'Alliance, neuf individus, dans le but de neutraliser l'Impératrice (p. 582). La personne désignée pour intervenir est la dernière affiliée, Zama, dès le lendemain...

## Diasporas
Katiopa désigne la nation Kongo et plus globalement toute l'Afrique (noire).
Les grands noms de l'histoire africaine ancienne et des libérations africaines sont présents, visibles également dans les appellations Académie Sankara, Nyerere Hall. Les divinités égyptiennes anciennes sont revendiquées et honorées par Katiopa.
L'unification a été un long combat, encore inachevé. Une fois supposées réglées les menaces de sécession (principalement swazi), et de fanatisme religieux (la lutte acharnée contre les adorateurs de la lune fanatisés (p. 357), éradiquer le fanatisme des adorateurs de la lune (p. 462), il reste les nuisances que représentent les Gens de Benkos et les Sinistrés.
Les Sinistrés sont les gens de Pongo (Europe), les Européens installés depuis longtemps et/ou leurs descendants, principalement métissés, et surtout les Européens, de souche africaine pour la plupart (Afrodescendants ou simplement Descendants), métissés ou non, revenus en Afrique (Katiopa), depuis que l'Europe a connu le Sinistre, le déclin de civilisation (au sens de Montesquieu et de Edward Gibbon : la décadence et la chute, voire la disparition) de la culture occidentale.
Une des causes de cette fin d'un monde en est ou serait, d'après le récit, l'émigration, surtout africaine, en Europe : Depuis le Sud du Sahara, la fécondité avait déversé sur Pongo des cohortes déterminées à s'y implanter (p. 385). Pour diverses raisons, une conséquence avait été de faire du pays fulasi un séjour infernal (p. 385).
Les Sinistrés, principalement ceux connaissant le fulasi, sont une population si ardemment réfractaire à l'assimilation (p. 411) qu'ils représentent un danger pour tout le continent, bouc émissaire évident, car trop proche des anciennes puissances coloniales, prédatrices depuis longtemps (et leur posthumanité), toujours aux aguets. Igazi, le guerrier, souhaite régler la question à sa manière discrète. Ilunga, le combattant pacificateur, préfère, sans concertation avec Igazi, mais avec l'accord du Conseil, d'adresser un discours (d'appel et de menace) aux Fulasi : Katiopa, tu l'aimes ou tu le quittes (p. 411), c'est-à-dire se débarrasser des radicaux, absorber les intégrationnistes (p. 544).
Enfin, tous ceux qui ont ou ont eu des contacts avec ces populations (et/ou des langues européennes), ce qui est le cas de Boya, et Ilunga, sont suspects, au moins pour ceux qui ne les ont pas fréquentées, comme Igazi. Les relations, diplomatiques et commerciales, avec les grandes puissances non coloniales restent fragiles et tendues. Mais la forme de démocratie nouvelle créée en Katiopa, reprenant des pratiques anciennes, familières à certaines communautés, étrangères à d'autres, avec plus de verticalité et des garde-fous, donne au chef de l'État des prérogatives qu'Ilunga assume, quitte à exiger un vote de confiance de l'Alliance, afin d'éviter tout retour aux guerres entre les peuples du Continent (p. 517).
Ilunga convoque une réunion des membres de l'Alliance, parce que sa démarche et son discours aux Fulasi ont suscité un malaise, et sa compagne a été rendue responsable de ce que certains perçoivent comme un déficit d'acuité de ma part (p. 537). Au fil des discussions, il avance que ce fameux « nous-mêmes » à défendre et à développer s'[est] formé dans le contact avec les agresseurs d'hier, dans le long frottement des peaux et des cultures [...] que tous ici nous avons vu le jour dans les spasmes de cet autre environnement et [...] c'est pour cette raison que nous avons pu en concevoir un nouveau (p. 546).
Le corps-à-corps est engagé, entre deux égaux, deux frères (mais pas amis), Ilunga, Igazi, incarn[ant] deux visions irréconciliables de l'avenir (p. 518), au risque du génocide (p. 582) des Sinistrés.
Parmi les travaux universitaires que Boya dirige, un au moins attire son attention : De quoi Hyperborée est-il le nom (p. 429) ?
L'arrivée d'Amarante (petite fille albinos de famille Sinistrée) accentue la question de miscégénation (p. 576, miscégénation ou métissage), et l'urgence d'éliminer l'impératrice rouge.

## Réception
Les recensions francophones de ce long roman postcolonial et afrofuturiste sont partagées : rêve d'avenir, regard décalé, dense et ambitieux, déception (de fond et de forme).

## Éditions
- Rouge Impératrice, éditions Grasset, 2019, 608 pages,  (ISBN 978-2-246-81360-6)